# Rackith

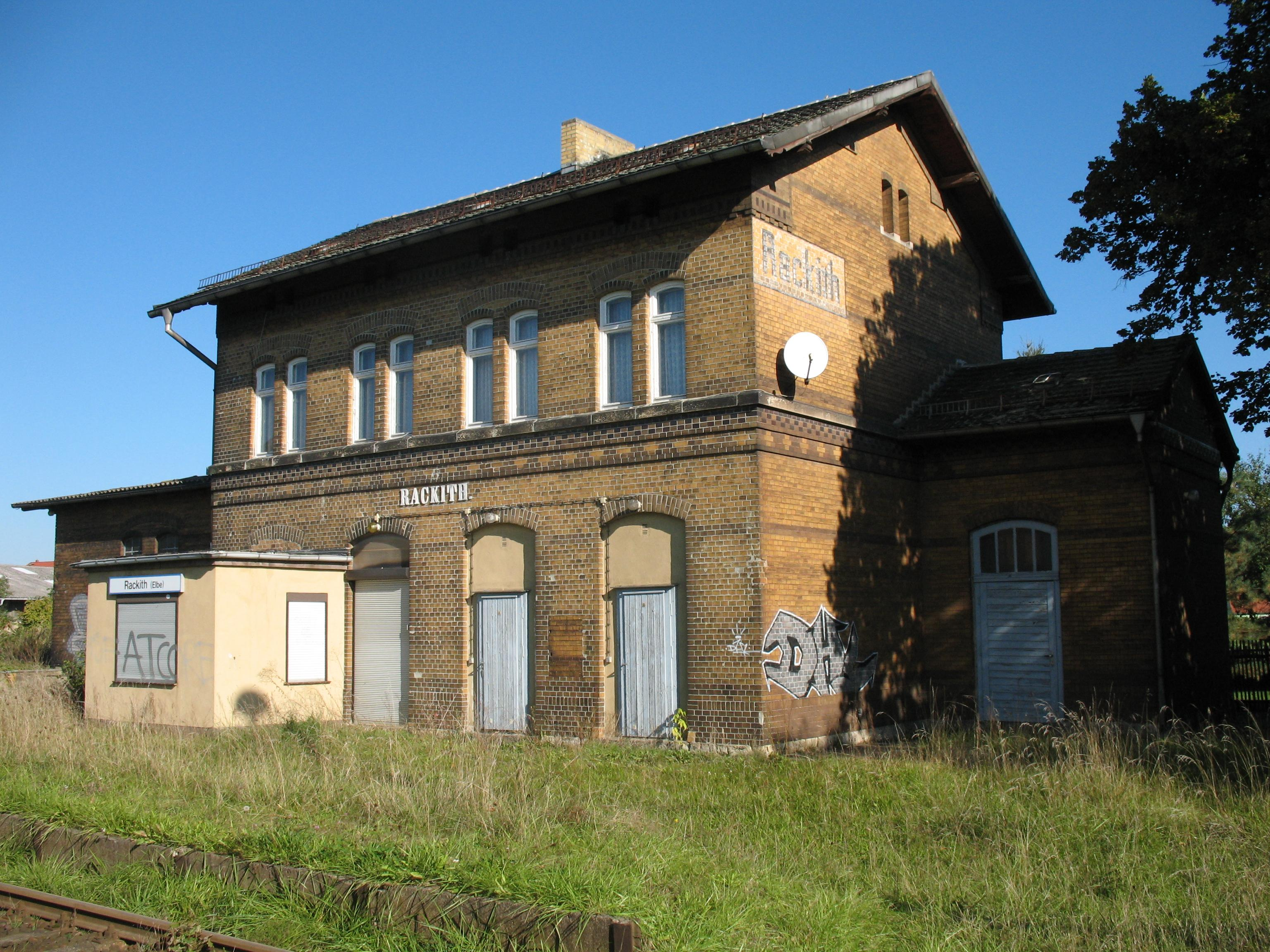
Het station van Rackith

Rackith is een plaats en voormalige gemeente in de Duitse deelstaat Saksen-Anhalt, en maakt deel uit van de Landkreis Wittenberg.
Rackith telt 663 inwoners.